# André Luís (ur. 1979)
André Luís Garcia (ur. 31 lipca 1979 w Porto Alegre) – brazylijski piłkarz, występujący na pozycji środkowego obrońcy.

## Kariera klubowa
André Luís rozpoczął piłkarską karierę w Santosie FC w 1998 roku. Z Santosem dwukrotnie zdobył mistrzostwo Brazylii w 2002 i 2004. W 2005 roku został zawodnikiem portugalskiej Benfiki Lizbona. Z Benfiką zdobył mistrzostwo Portugalii 2005, choć w Benfice rozegrał tylko jeden mecz. Nie mogąc wywalczyć miejsca w składzie Benfiki, André Luís zdecydował się na wypożyczenie do francuskiego Olympique Marsylia.
W 2006 roku powrócił do Brazylii do Cruzeiro EC. Z Cruzeiro zdobył mistrzostwo stanu Minas Gerais – Campeonato Mineiro w 2007 roku. W 2008 roku grał w Botafogo FR, a w 2009 w Grêmio Barueri. Pierwszą część 2010 roku André Luís spędził w São Paulo FC.
Od 19 maja 2010 do końca 2011 był zawodnikiem Fluminense FC. W barwach klubu z Rio de Janeiro zadebiutował 5 czerwca 2010 w wygranym 3:0 wyjazdowym meczu z Avaí FC, zastępując w 84 min. Marquinho.

## Kariera reprezentacyjna
André Luís ma za sobą powołania do olimpijskiej reprezentacji Brazylii. W 2000 roku wystąpił w Igrzyskach Olimpijskich w Sydney. W Igrzyskach w Australii był rezerwowym i nie wystąpił w żadnym meczu. W reprezentacji olimpijskiej wystąpił 2 razy i strzelił 1 bramkę.